# Santa Cruz Tacahua
Santa Cruz Tacahua là một đô thị thuộc bang Oaxaca, México. Năm 2005, dân số của đô thị này là 1141 người.